# Set the Controls for the Heart of the Sun
«Set The Controls For The Heart Of The Sun» es una canción del grupo británico de rock psicodélico Pink Floyd, y es incluida en su segundo álbum, A Saucerful Of Secrets (1968). Fue escrita por Roger Waters, e incluye una parte de batería de Nick Mason. La canción era regularmente interpretada entre 1967 y 1973, y puede ser escuchada en el disco en directo de Ummagumma (1969), además de aparecer en el filme de 1972 Pink Floyd: Live at Pompeii. También aparece en la recopilación Echoes: The Best of Pink Floyd, que fue lanzada en el 2001.
De acuerdo a una entrevista con David Gilmour en el documental del 2006 "Which One's Pink?" ("¿Cuál de todos es Pink?"), la canción incluye material de guitarra de Gilmour y Syd Barrett, haciendo que la canción sea la única de Pink Floyd en tener pistas de los cinco miembros de la banda.
La grabación de la canción empezó en agosto de 1967, con otras versiones grabadas en octubre de ese año y en enero de 1968. En un artículo del libro Pink Floyd - through the eyes of... por Bruno McDonald, Roger Waters admitió "tomar prestadas" las letras de un libro de poesía china del periodo de la dinastía Tang, que después fue identificado como el libro Poemas del tardío T'ang.
Algunas de las líneas "prestadas" fueron escritas por Li He, cuyo poema Don't go out the door ("No vaya a través de la puerta") contiene la línea Witness the man who raged at the wall as he wrote his question to heaven ("Sea testigo del hombre que rabió en el muro mientras escribía su pregunta al cielo"), y Li Shangyin, cuya poesía contenía las líneas watch little by little the night turn around ("Mire a la noche poco a poco darse la vuelta"), Countless the twigs which tremble in the dawn ("Incontables las ramas que tiemblan al amanecer") y one inch of love is an inch of ashes ("Una pulgada de amor es una pulgada de cenizas.")
Esta canción, así como otras de Pink Floyd, han influido en el autor Douglas Adams para la creación de la banda ficticia "Disaster Area" en su libro The Restaurant at the End of the Universe ("El restaurante al final del Universo"). Disaster Area se conocía como la banda más ruidosa en el universo. Similar a Pink Floyd, su escenario tiene varios efectos visuales, pero terminan estrellando una nave espacial en el sol más cercano.
La canción es incluida dentro del repertorio solista de Waters, durante su gira de The Dark Side Of The Moon en directo, y previamente en su gira In The Flesh, incluyendo fotogramas de los videos de Arnold Layne y The Scarecrow, respectivamente, proyectadas en pantallas grandes, también la canción fue parte de los conciertos de Waters de 2016 en la Ciudad de México y en el festival de música Desert Trip. En junio de 2002, la audiencia disfrutó una sorpresa cuando vieron la aparición por dos noches consecutivas en el Wembley Arena de Londres, como baterista invitado para la pista, de Nick Mason, quien fuera compañero de banda de Waters. Esta fue la primera indicación de reconciliación después de la separación de la banda a mediados de los 80. 

## Personal
- Roger Waters – voz, bajo, gong
- Richard Wright – órgano Farfisa, vibráfono, celesta
- Nick Mason – batería con baquetas de timbal[1]
- David Gilmour – guitarra eléctrica
- Syd Barrett – guitarra eléctrica